# بتن پیش‌ساخته

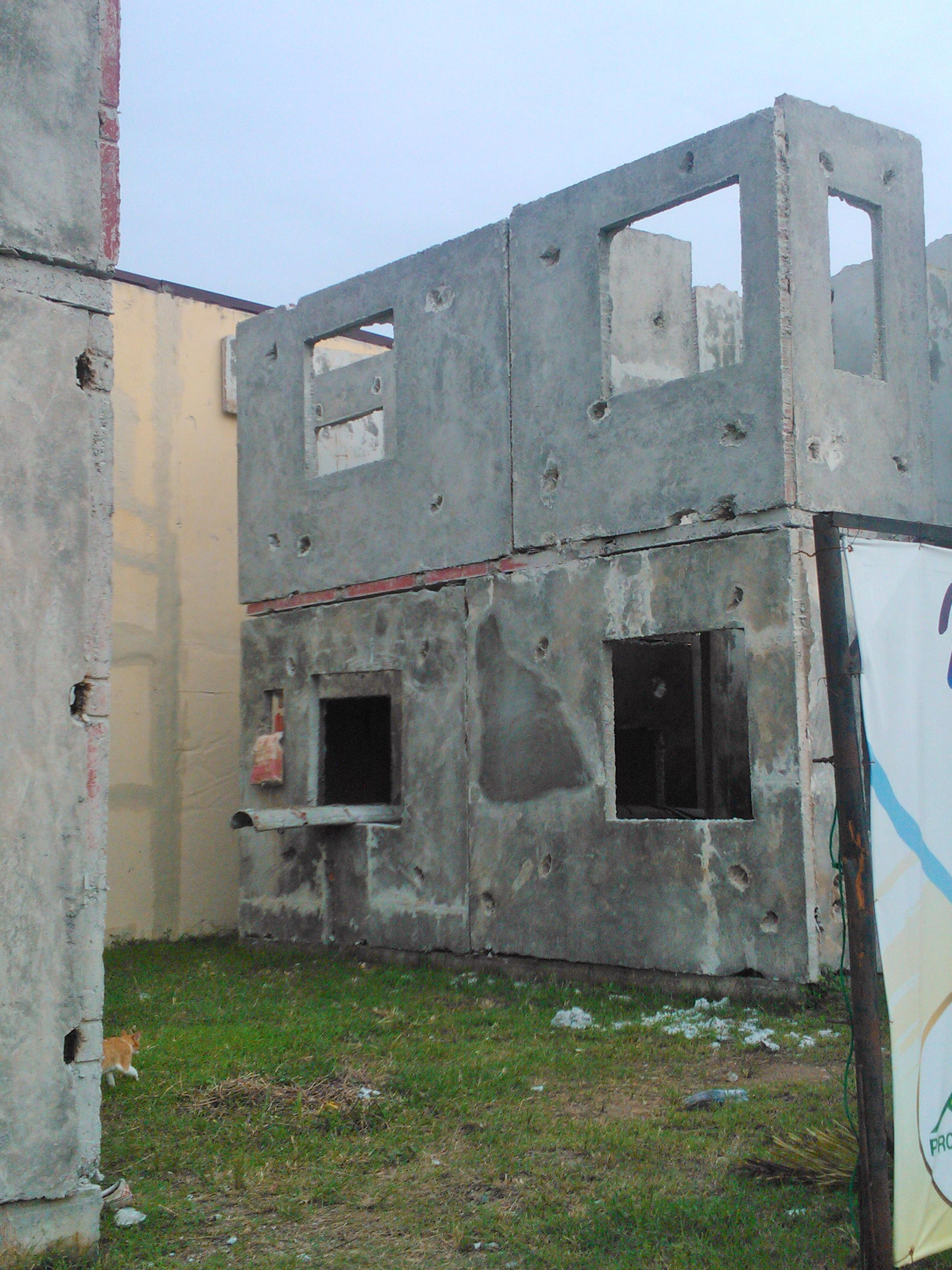
An example of low-quality precast concrete with exposed dowels, connectors, indications of cracks, and malformations, even during its installation. Barangay Lantic, Carmona, Cavite, Philippines

بتن پیش‌ساخته (انگلیسی: Precast concrete) یک محصول ساختمانی است که با ریخته‌گری بتن قالب‌ریزی شده یا در "فرم" قابل استفاده مجدد تولید می‌شود و سپس در یک محیط کنترل شده پخت می‌شود، به محل ساخت‌وساز منتقل می‌شود و در جای خود قرار داده می‌شود: ("تیلت آپ"). در مقابل؛ بتن استاندارد به شکل‌های خاص سایت ریخته می‌شود و در محل پخت می‌شود. سنگ پیش‌ساخته با استفاده از گونه‌ای سنگدانه ریز در مخلوطی از بتن پیش ساخته متمایز می‌شود، بنابراین محصول نهایی به شکل سنگ یا سنگ طبیعی پدیدار می‌شود. اخیراً از پلی استایرن منبسط شده (Expanded polystyrene (EPS)): پلی استایرن انبساطی (یونولیت) به عنوان هستهٔ صفحه‌های دیواری پیش‌ساخته استفاده می‌شود؛ که سبک است و از عایق حرارتی بودن بهتری برخوردار است.
از پیش‌ساخته‌ها در دیوارهای خارجی و داخلی استفاده می‌شود. با تولید بتن پیش‌ساخته در یک محیط کنترل شده (که معمولاً از آن به عنوان کارخانه پیش ساخته یاد می‌شود)، این بتن پیش‌ساخته فرصتی برای ترمیم صحیح و نظارت دقیق توسط کارکنان کارخانه فراهم می‌شود. استفاده از سیستم بتنی پیش‌ساخته مزایای بالقوه بسیاری نسبت به ریخته‌گری آن در محل دارد. تولید بتن پیش‌ساخته را می‌توان در سطح زمین انجام داد، که به ایمنی در طول یک پروژه کمک می‌کند. کنترل بیشتری نیز بر کیفیت مواد و کار در یک کارخانه پیش‌ساخته در مقایسه با یک سایت ساخت‌وساز وجود دارد. فرم‌های مورد استفاده در یک کارخانهٔ پیش‌ساخته را می‌توان صدها تا هزاران بار قبل از جایگزینی مجدداً مورد استفاده قرار داد، که معمولاً هنگام بررسی هزینه هر واحد قالب، آن را ارزان‌تر از ریخته‌گری در محل می‌کند.